# Svelgsárdalur
Svelgsárdalur är en dal i republiken Island.   Den ligger i regionen Västlandet, i den västra delen av landet, 100 km norr om huvudstaden Reykjavík.
Inlandsklimat råder i trakten. Årsmedeltemperaturen i trakten är −1 °C. Den varmaste månaden är juli, då medeltemperaturen är 11 °C, och den kallaste är januari, med −8 °C.